# Bartolomé Bermejo
Bartolomé Bermejo (c. 1440 – c. 1498.) bio je španjolski slikar iz 15. stoljeća, pravog imena Bartolomé de Cárdenas koji je slikao tehnikama karakterističnim za sjevernoeuropsko renesansno slikarstvo.
Bermejo, pravog imene Bartolomé de Cárdenas, rođen je u Córdobi. Prvi put se spominje u zapisu iz Valencije iz 1468.g. kada je Antonio Juan, od njega naručio sliku Sv. Mihaela koja se danas nalazi u National Gallery u Londonu, a zadnji spomen je s kraja zadnjeg desetljeća petnaestog stoljeća, pa se smatra da je preminuo u Barceloni u to vrijeme. 
Iako se ne zna gdje je Bermejo učio slikanje, njegova djela su duboko pod utjecajem sjeverne renesanse. Njegova izvanredna sposobnost da spoji tehnike sjeverne renesanse i tradicionalnog španjolskog slikarstva učinile su ga najpoznatijim španjolskim slikarom toga vremena.  